# Mistrzostwa Afryki w Piłce Siatkowej Mężczyzn 2017
Mistrzostwa Afryki w Piłce Siatkowej Mężczyzn 2017 – 21. edycja mistrzostw rozegrana została w dniach 22–29 października 2017 roku w stolicy Egiptu, Kairze. W rozgrywkach wystartowało 14 reprezentacji narodowych. Zawody były jednocześnie kwalifikacjami do Mistrzostw Świata 2018: trzy najlepsze drużyny w końcowej klasyfikacji otrzymały awans na Mistrzostwa Świata.

## Uczestnicy
Swój udział w Mistrzostwach Afryki zadeklarowało 14 reprezentacji narodowych
| Drużyna                        | Podstawa kwalifikacyjna                                                |
| ------------------------------ | ---------------------------------------------------------------------- |
| Egipt                          | gospodarz                                                              |
| Tunezja                        | najlepsze zespoły w rankingu FIVB (awans bez udziału w kwalifikacjach) |
| Kamerun                        | najlepsze zespoły w rankingu FIVB (awans bez udziału w kwalifikacjach) |
| Algieria                       | 3. najlepszy zespół w rankingu FIVB (uczestnictwo w kwalifikacjach)    |
| Maroko                         | strefa I – 1. miejsce                                                  |
| Republika Zielonego Przylądka* | strefa II – 1. miejsce                                                 |
| Ghana                          | strefa III – 1. miejsce                                                |
| Nigeria                        | strefa III – 2. miejsce                                                |
| Niger                          | strefa III – 3. miejsce                                                |
| Demokratyczna Republika Konga  | strefa IV – 1. miejsce                                                 |
| Kongo*                         | strefa IV – 2. miejsce                                                 |
| Kenia                          | strefa V – 1. miejsce                                                  |
| Rwanda                         | strefa V – 2. miejsce                                                  |
| Botswana                       | strefa VI – 2. miejsce                                                 |
| Czad                           | dzikie karty                                                           |
| Libia                          | dzikie karty                                                           |
| Zambia*                        | dzikie karty                                                           |

*- drużyna wycofała się z rozgrywek
Reprezentacja Mozambiku zakwalifikowała się na Mistrzostwa Afryki 2017 zajmując pierwsze miejsce w kwalifikacjach strefy VI, ale nie zgłosiła się jako uczestnik kontynentalnego czempionatu.

### Skład grup
| Grupa A                       | Grupa B | Grupa C | Grupa D  |
| ----------------------------- | ------- | ------- | -------- |
| Egipt                         | Tunezja | Kamerun | Algieria |
| Niger                         | Ghana   | Maroko  | Botswana |
| Demokratyczna Republika Konga | Kenia   | Nigeria | Rwanda   |
|                               | Libia   |         | Czad     |

## System rozgrywek
W fazie grupowej drużyny w czterech grupach rozegrały między sobą mecze, „każdy z każdym”. Drużyny, które po zakończeniu fazy grupowej zajęły ostatnie miejsca w grupach utworzyły pary rywalizujące o miejsca 9.-14 (pary: 3A-4D, 3C-4B). Przegrani tych spotkań zagrali mecz o 13. miejsce, natomiast zwycięzcy wzięli udział w rywalizacji o miejsca 9.-12. wraz z drużynami z trzecich miejsc z grup B i D (pary: 3A/4D-3C/4B, 3B-3D). Zespoły zwycięskie w tej rywalizacji rozegrały mecz o 9. miejsce, a przegrane – o 11. miejsce. Po dwa najlepsze zespoły z każdej grupy utworzyły drabinkę finałową, w której obowiązywał system pucharowy rozpoczynający się od ćwierćfinałów (pary ćwierćfinałowe: 1A-2D, 1D-2A, 1B-2C, 1C-2B). Przegrani ćwierćfinałów utworzyli pary w rywalizacji o miejsca 5.-8.: drużyny zwycięskie w tych spotkaniach rozegrały potem mecz o 5. miejsce, a przegrane – o 7. miejsce. Zwycięzcy półfinałów zagrali mecz finałowy, a przegrani – o 3. miejsce.

## Rozgrywki

### Faza grupowa

#### Grupa A
Tabela
| Lp. | Drużyna                       | Mecze | Mecze   | Mecze   | Pkt | Sety | Sety | Sety  | Małe punkty | Małe punkty | Małe punkty |
| Lp. | Drużyna                       | M     | W (3:2) | P (2:3) | Pkt | wyg. | prz. | ratio | zdob.       | str.        | ratio       |
| --- | ----------------------------- | ----- | ------- | ------- | --- | ---- | ---- | ----- | ----------- | ----------- | ----------- |
| 1   | Egipt                         | 2     | 2 (0)   | 0 (0)   | 6   | 6    | 0    | MAX   | 150         | 71          | 2.113       |
| 2   | Demokratyczna Republika Konga | 2     | 1 (0)   | 1 (0)   | 3   | 3    | 3    | 1.000 | 118         | 133         | 0.887       |
| 3   | Niger                         | 2     | 0 (0)   | 2 (0)   | 0   | 0    | 6    | 0.000 | 86          | 150         | 0.573       |

Źródło: cavb.org
Punktacja: 3:0 i 3:1 – 3 pkt; 3:2 – 2 pkt; 2:3 – 1 pkt; 1:3 i 0:3 – 0 pkt
Zasady ustalania kolejności: 1. liczba zwycięstw; 2. liczba punktów; 3. stosunek setów; 4. stosunek małych punktów; 5. bilans w bezpośrednich meczach
     awans do ćwierćfinałów
     mecze o miejsca 9.-14.
Wyniki
| Data  | Godz. | Drużyna 1                     | Wynik | Drużyna 2                     | 1     | 2     | 3     | 4 | 5 | Widzów | *  |
| ----- | ----- | ----------------------------- | ----- | ----------------------------- | ----- | ----- | ----- | - | - | ------ | -- |
| 22.10 | 16:00 | Niger                         | 0:3   | Egipt                         | 10:25 | 6:25  | 12:25 |   |   |        | 4  |
| 23.10 | 19:00 | Demokratyczna Republika Konga | 0:3   | Egipt                         | 14:25 | 18:25 | 11:25 |   |   |        | 12 |
| 24.10 | 14:00 | Niger                         | 0:3   | Demokratyczna Republika Konga | 19:25 | 16:25 | 23:25 |   |   |        | 14 |

#### Grupa B
Tabela
| Lp. | Drużyna | Mecze | Mecze   | Mecze   | Pkt | Sety | Sety | Sety  | Małe punkty | Małe punkty | Małe punkty |
| Lp. | Drużyna | M     | W (3:2) | P (2:3) | Pkt | wyg. | prz. | ratio | zdob.       | str.        | ratio       |
| --- | ------- | ----- | ------- | ------- | --- | ---- | ---- | ----- | ----------- | ----------- | ----------- |
| 1   | Tunezja | 3     | 3 (1)   | 0 (0)   | 8   | 9    | 2    | 4.500 | 255         | 199         | 1.281       |
| 2   | Libia   | 3     | 1 (1)   | 2 (2)   | 4   | 7    | 8    | 0.875 | 304         | 304         | 1.000       |
| 3   | Ghana   | 3     | 1 (0)   | 2 (1)   | 4   | 5    | 6    | 0.833 | 225         | 240         | 0.938       |
| 4   | Kenia   | 3     | 1 (1)   | 2 (0)   | 2   | 3    | 8    | 0.375 | 214         | 255         | 0.839       |

Źródło: cavb.org
Punktacja: 3:0 i 3:1 – 3 pkt; 3:2 – 2 pkt; 2:3 – 1 pkt; 1:3 i 0:3 – 0 pkt
Zasady ustalania kolejności: 1. liczba zwycięstw; 2. liczba punktów; 3. stosunek setów; 4. stosunek małych punktów; 5. bilans w bezpośrednich meczach
     awans do ćwierćfinałów
     mecze o miejsca 9.-14.
Wyniki
| Data  | Godz. | Drużyna 1 | Wynik | Drużyna 2 | 1     | 2     | 3     | 4     | 5     | Widzów | *  |
| ----- | ----- | --------- | ----- | --------- | ----- | ----- | ----- | ----- | ----- | ------ | -- |
| 22.10 | 14:00 | Ghana     | 3:0   | Kenia     | 25:16 | 26:24 | 25:16 |       |       |        | 2  |
| 22.10 | 18:00 | Libia     | 2:3   | Tunezja   | 19:25 | 25:20 | 25:20 | 15:25 | 7:15  |        | 6  |
| 23.10 | 15:00 | Libia     | 3:2   | Ghana     | 25:22 | 21:25 | 23:25 | 25:16 | 15:10 |        | 8  |
| 23.10 | 17:00 | Tunezja   | 3:0   | Kenia     | 25:16 | 25:19 | 25:22 |       |       |        | 10 |
| 24.10 | 15:00 | Ghana     | 0:3   | Tunezja   | 22:25 | 14:25 | 15:25 |       |       |        | 15 |
| 24.10 | 18:00 | Kenia     | 3:2   | Libia     | 16:25 | 20:25 | 25:21 | 25:21 | 15:12 |        | 18 |

#### Grupa C
Tabela
| Lp. | Drużyna | Mecze | Mecze   | Mecze   | Pkt | Sety | Sety | Sety  | Małe punkty | Małe punkty | Małe punkty |
| Lp. | Drużyna | M     | W (3:2) | P (2:3) | Pkt | wyg. | prz. | ratio | zdob.       | str.        | ratio       |
| --- | ------- | ----- | ------- | ------- | --- | ---- | ---- | ----- | ----------- | ----------- | ----------- |
| 1   | Kamerun | 2     | 2 (0)   | 0 (0)   | 6   | 6    | 1    | 6.000 | 175         | 154         | 1.136       |
| 2   | Maroko  | 2     | 1 (0)   | 1 (0)   | 3   | 4    | 4    | 1.000 | 190         | 184         | 1.033       |
| 3   | Nigeria | 2     | 0 (0)   | 2 (0)   | 0   | 1    | 6    | 0.167 | 148         | 175         | 0.846       |

Źródło: cavb.org
Punktacja: 3:0 i 3:1 – 3 pkt; 3:2 – 2 pkt; 2:3 – 1 pkt; 1:3 i 0:3 – 0 pkt
Zasady ustalania kolejności: 1. liczba zwycięstw; 2. liczba punktów; 3. stosunek setów; 4. stosunek małych punktów; 5. bilans w bezpośrednich meczach
     awans do ćwierćfinałów
     mecze o miejsca 9.-14.
Wyniki
| Data  | Godz. | Drużyna 1 | Wynik | Drużyna 2 | 1     | 2     | 3     | 4     | 5 | Widzów | *  |
| ----- | ----- | --------- | ----- | --------- | ----- | ----- | ----- | ----- | - | ------ | -- |
| 23.10 | 18:00 | Maroko    | 1:3   | Kamerun   | 26:24 | 23:25 | 23:25 | 19:25 |   |        | 11 |
| 24.10 | 16:00 | Nigeria   | 1:3   | Maroko    | 26:24 | 20:25 | 17:25 | 22:25 |   |        | 16 |
| 25.10 | 14:00 | Kamerun   | 3:0   | Nigeria   | 26:24 | 25:20 | 25:19 |       |   |        | 5  |

#### Grupa D
Tabela
| Lp. | Drużyna  | Mecze | Mecze   | Mecze   | Pkt | Sety | Sety | Sety  | Małe punkty | Małe punkty | Małe punkty |
| Lp. | Drużyna  | M     | W (3:2) | P (2:3) | Pkt | wyg. | prz. | ratio | zdob.       | str.        | ratio       |
| --- | -------- | ----- | ------- | ------- | --- | ---- | ---- | ----- | ----------- | ----------- | ----------- |
| 1   | Algieria | 3     | 3 (0)   | 0 (0)   | 9   | 9    | 0    | MAX   | 225         | 153         | 1.471       |
| 2   | Rwanda   | 3     | 2 (0)   | 1 (0)   | 6   | 6    | 3    | 2.000 | 211         | 185         | 1.141       |
| 3   | Botswana | 3     | 1 (0)   | 2 (0)   | 3   | 3    | 6    | 0.500 | 174         | 212         | 0.821       |
| 4   | Czad     | 3     | 0 (0)   | 3 (0)   | 0   | 0    | 9    | 0.000 | 165         | 225         | 0.733       |

Źródło: cavb.org
Punktacja: 3:0 i 3:1 – 3 pkt; 3:2 – 2 pkt; 2:3 – 1 pkt; 1:3 i 0:3 – 0 pkt
Zasady ustalania kolejności: 1. liczba zwycięstw; 2. liczba punktów; 3. stosunek setów; 4. stosunek małych punktów; 5. bilans w bezpośrednich meczach
     awans do ćwierćfinałów
     mecze o miejsca 9.-14.
Wyniki
| Data  | Godz. | Drużyna 1 | Wynik | Drużyna 2 | 1     | 2     | 3     | 4 | 5 | Widzów | *  |
| ----- | ----- | --------- | ----- | --------- | ----- | ----- | ----- | - | - | ------ | -- |
| 22.10 | 13:00 | Czad      | 0:3   | Rwanda    | 20:25 | 21:25 | 15:25 |   |   |        | 1  |
| 22.10 | 15:00 | Algieria  | 3:0   | Botswana  | 25:15 | 25:13 | 25:17 |   |   |        | 3  |
| 23.10 | 14:00 | Algieria  | 3:0   | Czad      | 25:15 | 25:13 | 25:19 |   |   |        | 7  |
| 23.10 | 16:00 | Botswana  | 0:3   | Rwanda    | 19:25 | 18:25 | 17:25 |   |   |        | 9  |
| 24.10 | 13:00 | Rwanda    | 0:3   | Algieria  | 18:25 | 22:25 | 21:25 |   |   |        | 13 |
| 24.10 | 17:00 | Czad      | 0:3   | Botswana  | 20:25 | 20:25 | 22:25 |   |   |        | 17 |

### Faza finałowa

#### Mecze o miejsca 9.-14.
| Data  | Godz. | Drużyna 1 | Wynik | Drużyna 2 | 1     | 2     | 3     | 4     | 5     | Widzów | *  |
| ----- | ----- | --------- | ----- | --------- | ----- | ----- | ----- | ----- | ----- | ------ | -- |
| 26.10 | 15:00 | Niger     | 1:3   | Czad      | 21:25 | 21:25 | 28:26 | 21:25 |       |        | 23 |
| 26.10 | 17:00 | Nigeria   | 2:3   | Kenia     | 20:25 | 25:20 | 19:25 | 25:22 | 13:15 |        | 26 |

#### Ćwierćfinały
| Data  | Godz. | Drużyna 1 | Wynik | Drużyna 2                     | 1     | 2     | 3     | 4     | 5    | Widzów | *  |
| ----- | ----- | --------- | ----- | ----------------------------- | ----- | ----- | ----- | ----- | ---- | ------ | -- |
| 26.10 | 14:00 | Algieria  | 3:0   | Demokratyczna Republika Konga | 25:19 | 25:13 | 25:19 |       |      |        | 20 |
| 26.10 | 16:00 | Tunezja   | 3:0   | Maroko                        | 25:21 | 25:17 | 25:22 |       |      |        | 21 |
| 26.10 | 18:00 | Kamerun   | 3:2   | Libia                         | 27:25 | 22:25 | 25:22 | 23:25 | 15:9 |        | 22 |
| 26.10 | 20:00 | Egipt     | 3:0   | Rwanda                        | 25:14 | 25:18 | 25:14 |       |      |        | 19 |

#### Mecze o miejsca 9.-12.
| Data  | Godz. | Drużyna 1 | Wynik | Drużyna 2 | 1     | 2     | 3     | 4 | 5 | Widzów | *  |
| ----- | ----- | --------- | ----- | --------- | ----- | ----- | ----- | - | - | ------ | -- |
| 27.10 | 16:00 | Czad      | 0:3   | Kenia     | 20:25 | 21:25 | 20:25 |   |   |        | 31 |
| 27.10 | 18:00 | Botswana  | 0:3   | Ghana     | 24:26 | 21:25 | 22:25 |   |   |        | 32 |

#### Mecze o miejsca 5.-8.
| Data  | Godz. | Drużyna 1                     | Wynik | Drużyna 2 | 1     | 2     | 3     | 4     | 5     | Widzów | *  |
| ----- | ----- | ----------------------------- | ----- | --------- | ----- | ----- | ----- | ----- | ----- | ------ | -- |
| 27.10 | 15:00 | Rwanda                        | 3:2   | Libia     | 25:19 | 25:18 | 12:25 | 24:26 | 15:13 |        | 29 |
| 27.10 | 17:00 | Demokratyczna Republika Konga | 1:3   | Maroko    | 25:23 | 21:25 | 16:25 | 20:25 |       |        | 30 |

#### Półfinały
| Data  | Godz. | Drużyna 1 | Wynik | Drużyna 2 | 1     | 2     | 3     | 4     | 5     | Widzów | *  |
| ----- | ----- | --------- | ----- | --------- | ----- | ----- | ----- | ----- | ----- | ------ | -- |
| 27.10 | 19:00 | Algieria  | 2:3   | Tunezja   | 27:25 | 14:25 | 25:21 | 23:25 | 15:17 |        | 28 |
| 27.10 | 21:00 | Egipt     | 3:0   | Kamerun   | 26:24 | 25:22 | 25:23 |       |       |        | 27 |

#### Mecz o 13. miejsce
| Data  | Godz. | Drużyna 1 | Wynik | Drużyna 2 | 1     | 2     | 3     | 4 | 5 | Widzów | *  |
| ----- | ----- | --------- | ----- | --------- | ----- | ----- | ----- | - | - | ------ | -- |
| 27.10 | 14:00 | Niger     | 0:3   | Nigeria   | 24:26 | 15:25 | 20:25 |   |   |        | 33 |

#### Mecz o 11. miejsce
| Data  | Godz. | Drużyna 1 | Wynik | Drużyna 2 | 1     | 2     | 3     | 4     | 5     | Widzów | *  |
| ----- | ----- | --------- | ----- | --------- | ----- | ----- | ----- | ----- | ----- | ------ | -- |
| 28.10 | 12:00 | Czad      | 2:3   | Botswana  | 24:26 | 25:20 | 25:21 | 17:25 | 13:15 |        | 37 |

#### Mecz o 9. miejsce
| Data  | Godz. | Drużyna 1 | Wynik | Drużyna 2 | 1     | 2     | 3     | 4 | 5 | Widzów | *  |
| ----- | ----- | --------- | ----- | --------- | ----- | ----- | ----- | - | - | ------ | -- |
| 28.10 | 14:00 | Kenia     | 0:3   | Ghana     | 22:25 | 16:25 | 20:25 |   |   |        | 38 |

#### Mecz o 7. miejsce
| Data  | Godz. | Drużyna 1 | Wynik | Drużyna 2                     | 1     | 2     | 3     | 4 | 5 | Widzów | *  |
| ----- | ----- | --------- | ----- | ----------------------------- | ----- | ----- | ----- | - | - | ------ | -- |
| 29.10 | 14:00 | Libia     | 3:0   | Demokratyczna Republika Konga | 25:20 | 25:10 | 25:18 |   |   |        | 39 |

#### Mecz o 5. miejsce
| Data  | Godz. | Drużyna 1 | Wynik | Drużyna 2 | 1     | 2     | 3     | 4     | 5     | Widzów | *  |
| ----- | ----- | --------- | ----- | --------- | ----- | ----- | ----- | ----- | ----- | ------ | -- |
| 29.10 | 16:00 | Rwanda    | 2:3   | Maroko    | 22:25 | 25:21 | 25:16 | 15:25 | 10:15 |        | 40 |

#### Mecz o 3. miejsce
| Data  | Godz. | Drużyna 1 | Wynik | Drużyna 2 | 1     | 2     | 3     | 4     | 5 | Widzów | *  |
| ----- | ----- | --------- | ----- | --------- | ----- | ----- | ----- | ----- | - | ------ | -- |
| 29.10 | 18:00 | Kamerun   | 3:1   | Algieria  | 23:25 | 25:21 | 25:21 | 27:25 |   |        | 41 |

#### Finał
| Data  | Godz. | Drużyna 1 | Wynik | Drużyna 2 | 1     | 2     | 3     | 4 | 5 | Widzów | *  |
| ----- | ----- | --------- | ----- | --------- | ----- | ----- | ----- | - | - | ------ | -- |
| 29.10 | 21:15 | Egipt     | 0:3   | Tunezja   | 22:25 | 20:25 | 15:25 |   |   |        | 42 |

## Klasyfikacja końcowa
| Miejsce | Reprezentacja                 |
| ------- | ----------------------------- |
| złoto   | Tunezja                       |
| srebro  | Egipt                         |
| brąz    | Kamerun                       |
| 4.      | Algieria                      |
| 5.      | Maroko                        |
| 6.      | Rwanda                        |
| 7.      | Libia                         |
| 8.      | Demokratyczna Republika Konga |
| 9.      | Ghana                         |
| 10.     | Kenia                         |
| 11.     | Botswana                      |
| 12.     | Czad                          |
| 13.     | Nigeria                       |
| 14.     | Niger                         |

     awans na Mistrzostwa Świata 2018

## Nagrody indywidualne
| MVP           | Najlepszy atakujący | Najlepszy blokujący | Najlepszy zagrywający | Najlepszy przyjmujący | Najlepszy rozgrywający | Najlepszy libero |
| ------------- | ------------------- | ------------------- | --------------------- | --------------------- | ---------------------- | ---------------- |
| Ismaïl Moalla | Arthur Cody         | Amin Oumessad       | Abdallah Abdalsalam   | Ahmed Shafik          | Khaled Ben Slimene     | Anouer Taouerghe |